# Pelister
Pelister (makedonsky Пелистер, 2601 m n. m.) je hora v pohoří Baba v jihozápadní části Severní Makedonie. Nachází se na území opštiny Bitola asi 5 km západně od vesnice Nižepole a 12 km západojihozápadně od města Bitola. Pod horou se rozkládají dvě jezera zvaná Pelisterski oči. Vrcholem prochází rozvodí mezi Egejským a Jaderským mořem. Pelister je nejvyšší horou celého pohoří a s prominencí 1516 m se řadí mezi tzv. ultraprominentní vrcholy.
Na vrchol je možné vystoupit například po značené turistické cestě z vesnice Magarevo.